# Enoshima-Schrein

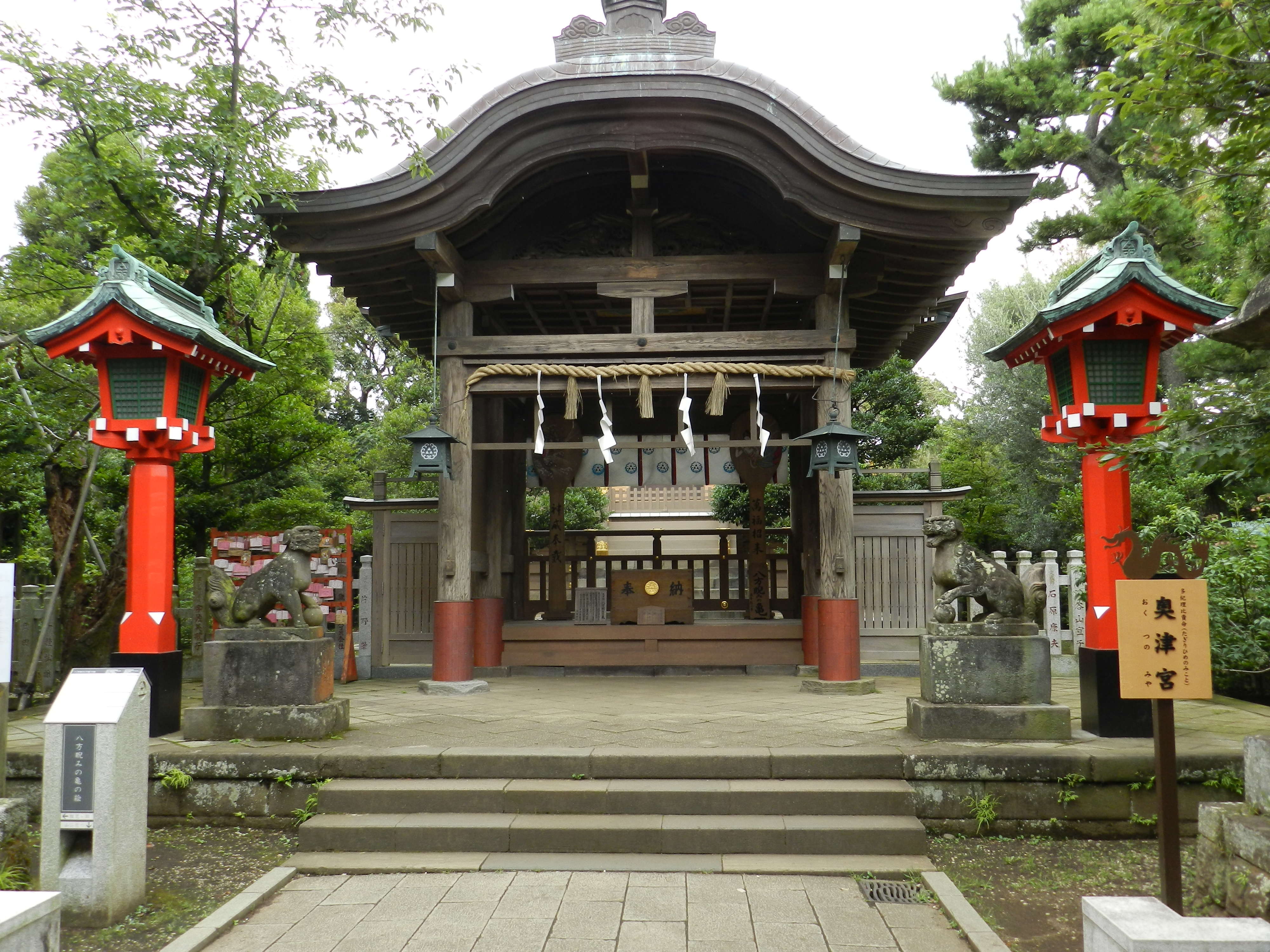
Okutsumiya

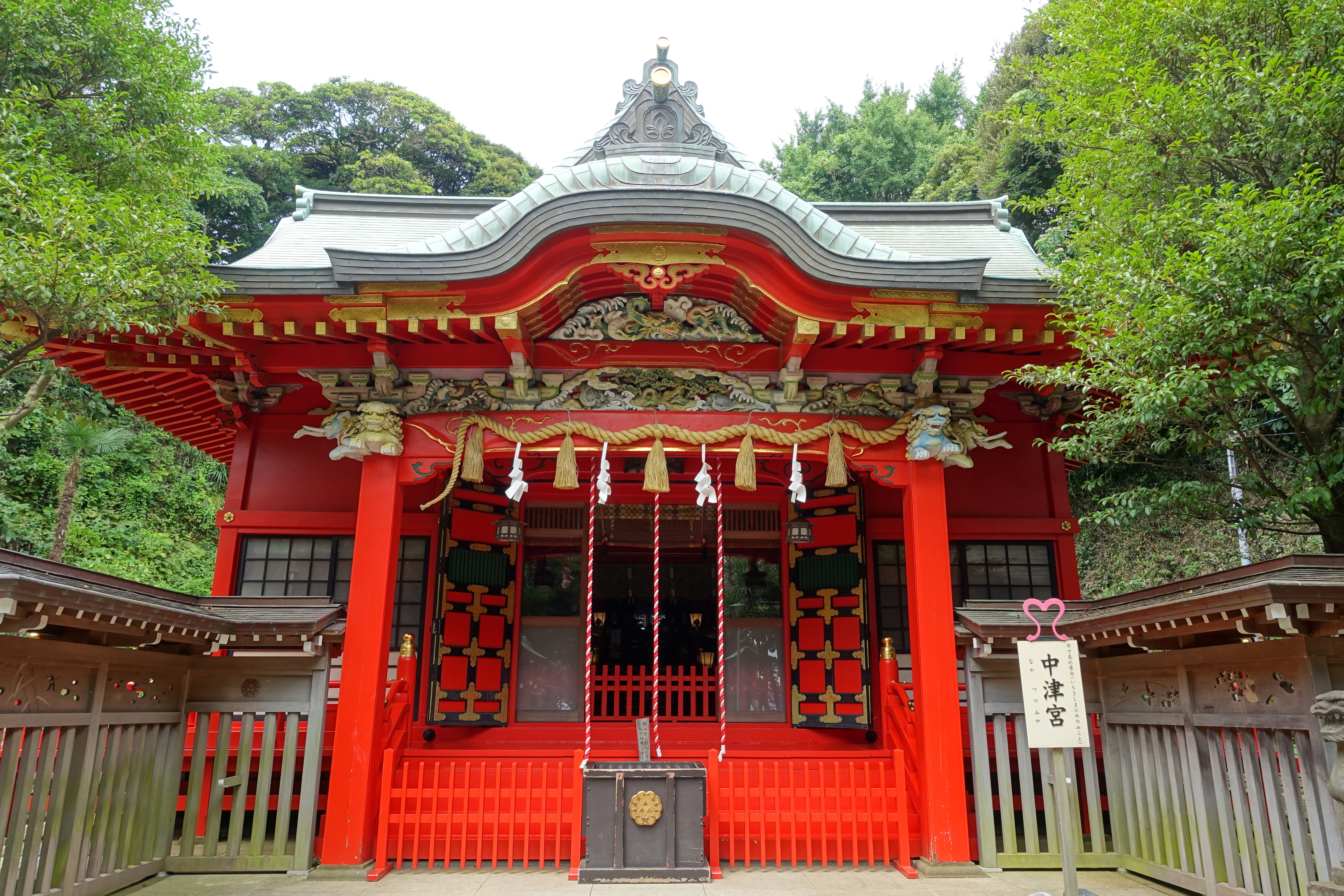
Nakatsumiya

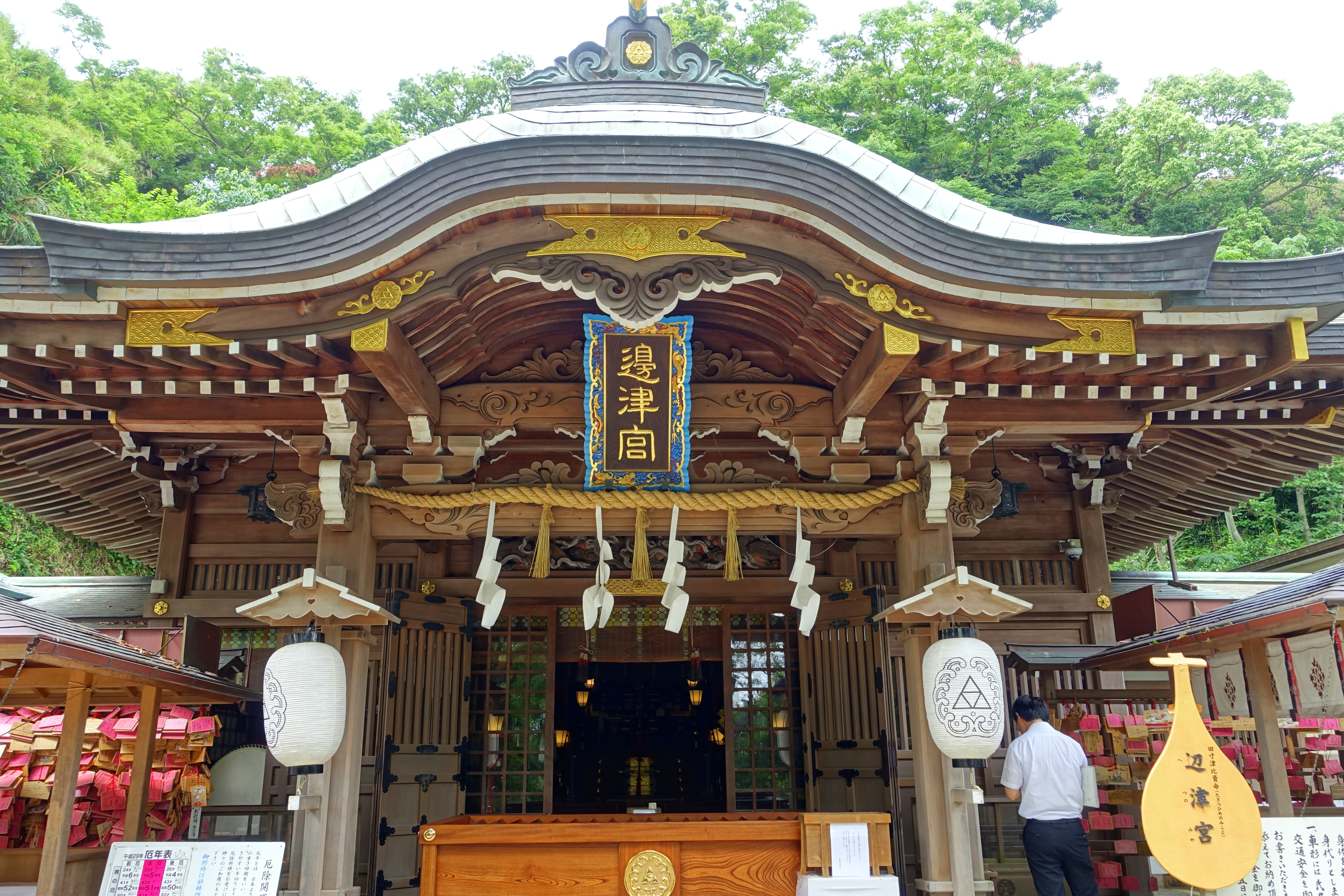
Hetsumiya

Der Enoshima-Schrein (japanisch 江島神社 Enoshima-jinja) ist ein Shintō-Schrein auf der Halbinsel Enoshima in der Stadt Fujisawa.
Der Schrein ist neben dem Itsukushima-Schrein und dem Tsukubusuma-Schrein einer der drei großen Benzaiten-Schreine, wobei heutzutage jedoch die drei Munakata-Göttinnen (Munakata sanjojin) eingeschreint sind.

## Geschichte
Nach dem im Jahr 1047 verfassten Enoshima Engi (江島縁起) ließ die Göttin Benzaiten die Insel im Jahr 552 aus dem Meer emporsteigen, woraufhin der Tennō Kimmei in den Iwaya-Höhlen ihr zu Ehren eine Verehrungsstätte errichtete. Benzaiten wird daher hier auch Enoshima (Dai-)Myōjin (江島大明神 ‚(sehr) erhabene Göttin Enoshima‘) genannt.  Sie zählt zu den Sieben Glücksgöttern – Gottheiten die zwar im Shintō verehrt werden, aber aus anderen Glaubensrichtungen übernommen wurden, wie hier dem Buddhismus. 
Ab 700 wurden die Höhlen von buddhistischer Mönche als Ort der Askese benutzt, darunter Taichō, Kūkai, dem Gründer der Shingon-shū, und Nichiren, auf den sich die Schulen des Nichiren-Buddhismus berufen. Kūkai errichtete 814 den Iwaya Hongū (岩屋本宮 ‚Iwaya-Hauptschrein‘). Da die Höhle häufig überflutet wurde, ließ Ennin, 3. Vorsteher des Enryaku-ji, im Jahr 853 zusätzlich oberirdisch den Kami-no-miya (上之宮 ‚Oberschrein‘) erbauen.
Der Gründer des Kamakura-Shogunats Minamoto no Yoritomo betete in Iwaya erfolgreich für Schlachtenglück und stiftete daraufhin eine Statue der achtarmigen Benzaiten und einen Torii. Sein Sohn Minamoto no Sanetomo befahl im Jahr 1206 den Bau des weiter unten gelegenen Shimo-no-miya (下之宮 ‚Unterschrein‘). Während der Mongoleninvasionen in Japan (1274/1281) betete der Tennō Go-Uda ebenfalls erfolgreich für die Abwehr der Invasion, was dazu führte, dass die „Göttin der Musik, der Kunst und der Weisheit“ Benzaiten zudem als Kriegsgöttin verehrt wurde. Der Hongū wurde vermutlich in den 1600er Jahren aus der Iwaya-Höhle an die Oberfläche verlegt. Während der Edo-Zeit erhielt der Schreinkomplex den buddhistischen Namen Kinki-zan Yogan-ji (金亀山与願寺).
Nach der Wiederherstellung der Kaiserherrschaft in der Meiji-Restauration und der Einführung des Staats-Shintō wurde der Enoshima-Schrein, der wie viele andere Schreine einem Shintō-buddhistischen Synkretismus (Shinbutsu-Shūgō), gezwungen sich seiner buddhistischen Elemente zu entledigen (Shinbutsu-Bunri). Gleich anderen Benzaiten-Schreinen wurde die Verehrung der ursprünglich buddhistischen und mit dem Wasser verbundenen Benzaiten durch die drei Munakata-Göttinnen ersetzt, die Meeresgöttinnen des Shintō sind. Der Schreinkomplex erhielt den Namen Enoshima-Schrein, der Hongū wurde in Okutsumiya (奥津宮; 35° 17′ 57,5″ N, 139° 28′ 32″ O) umbenannt, der Kami-no-miya in Nakatsumiya (中津宮; 35° 17′ 58″ N, 139° 28′ 49″ O) und der Shimo-no-miya in Hetsumiya (辺津宮; 35° 18′ 1″ N, 139° 28′ 47″ O). Deren Benennung entspricht den drei Teilschreinen des Munakata-Taisha (Munakata-Großschreins) der das Zentrum der Munakata-Verehrung darstellt.
Entsprechend ist im Okitsumiya wird die Göttin des Meeresnebels Tagirihime no kami eingeschreint, im Nakatsumiya die Göttin der Verehrung/Miko Ichikishimahime no kami und im Hetsumiya die Göttin der rauen Gewässer Tagitsuhime no kami. Benzaiten ist daher zwar nicht mehr hier eingeschreint allerdings befindet sich in der Halle Hōan-den (奉安殿) diverse Verehrungsgegenstände der Benzaiten darunter die von Yoritomo gestiftete Statue der achtarmigen Benzaiten (八臂弁財天 Happi Benzaiten), die als Wichtiges Kulturgut der Präfektur eingestuft ist. Eine weitere bedeutsame Statue ist die der „Benzaiten der wundersamen Töne“ (妙音弁財天 Myōon Benzaiten) aus der Mitte der Kamakura-Zeit, die sie nackt Biwa-Laute spielend zeigt.
Die aktuellen Gebäude unterscheiden sich architektonisch sowohl von ihren Ursprungsformen als auch untereinander. Der Shimo-no-miya (Hetsumiya) wurde 1675 und die Haupthalle (honden), Opferhalle (heiden), Gebetshalle (haiden) des Kami-no-miya (Nakatsumiya) 1689 im Gongen-Stil neu errichtet. Der Hongū (Okutsumiya) brannte im Jahr 1841 ab, wurde allerdings bereits ein Jahr später im Irimoya-Stil neu aufgebaut.